# لارس جريناتشر
لارس جريناتشر (9 أكتوبر 1967 في لودفيغسهافن) هو أخصائي أشعة ألماني ومحاضر جامعي.

## الحياة
بعد تخرجه من المدرسة الثانوية عام 1986 في صالة تيودور هيوس الإنسانية في لودفيغسهافن، أكمل خدمته العسكرية حتى عام 1987 ثم درس الطب البشري في جامعة روبريخت كارلس في هايدلبرغ. في عام 1997 حصل على الدكتوراه في الأشعة (المشرف جوتز ريختر) في موضوع القياس الحجمي بالتصوير المقطعي بالكمبيوتر لتليف الكبد. أكمل غريناشر تدريبه التخصصي في عيادة جامعة الطب الإشعاعي في هايدلبرغ تحت رئاسة جونتر دبليو كوفمان، أخصائي الأشعة التداخلية. بعد إقامة بحثية لمدة عام ونصف في المركز الألماني لأبحاث السرطان (DKFZ) مع جيرهارد فان كايك، تم تأهيله في عام 2006 مع كوفمان في موضوع إشعاعي تدخلي : تأثيرات الخصائص الفيزيائية والميكانيكية للدعامات في العلاج من مرض انسداد الشرايين المحيطية (PAD) وحصل على درجة الاستاذية كمحاضر خاص في نفس العام. في عام 2008، منحه مجلس الشيوخ في جامعة هايدلبرغ الجائزة الاستثنائية  الأستاذية.
من عام 2009 إلى عام 2015، شغل غريناشر منصب نائب المدير الطبي وطبيب أول في عيادة جامعة الأشعة (DIR) تحت إشراف السيد هانز أولريش كاوتسر، قبل أن يتولى بنفسه منصب رئيس مجلس الإدارة ومنصب المدير الطبي في مركز الاشعة كونراديا في مدينة ميونخ كونراديا راديولوجي ميونيخ في عام 2015.
ينصب تركيز البروفسور غريناخر الإشعاعي على التشخيص الإشعاعي للجهاز الهضمي العلوي (المريء والمعدة) ونظام الكبد والقنوات الصفراوية مع التركيز على تشخيص البنكرياس.

## مجالات العمل الرئيسية
فيما يتعلق بموضوعاته الرئيسية، قاد البروفسور مشروعًا حول تشخيصات البنكرياس المبتكرة في مركز البحوث التعاونية / SFB / TR 125 Cognition الموجه للجراحة لمدة أربع سنوات وكان رئيسًا للتشخيص في مشروع الاتحاد الأوروبي لبرنامج FP 7 ( وفر لي لا. 26330) لتشخيص وعلاج سرطان البنكرياس باستخدام الجسيمات النانوية. وهو عضو في اللجان الوطنية والدولية لإعداد المبادئ التوجيهية حول موضوعاته الرئيسية: رئيس مجموعة التشخيص للمبادئ التوجيهية S3 حول سرطان المعدة (تم الانتهاء منه في عام 2019)، ورئيس تشخيص الدليل الإرشادي الأوروبي لأورام البنكرياس الكيسي (اكتمل في عام 2018)، عضو في مجموعة التشخيص للمبدأ التوجيهي S3 بشأن سرطان المريء (من المقرر الانتهاء منه في عام 2019) وعضو في اللجنة التوجيهية متعددة التخصصات المكونة من سبعة أعضاء لإنشاء إرشادات البنكرياس في ألمانيا. في البداية الأخيرة في عام 2019، كان المبدأ التوجيهي S3 الخاص بـ AWMF بشأن التهاب البنكرياس الحاد والمزمن في مجموعة العمل "التهاب البنكرياس المناعي الذاتي" والمبدأ التوجيهي S3 الخاص بـ AWMF و DGVS بشأن سرطان البنكرياس الخارجي كنائب لرئيس مجموعة التشخيص. وهو أيضًا عضو في مجلس إدارة مجموعة عمل أشعة البطن التابعة لجمعية الطب الإشعاعي الألمانية (DRG)، من 2014 إلى 2018 كنائب للرئيس ومنذ 2018 كرئيس.
البروفسور غريناخر هو مؤلف أوراق علمية والعديد من فصول الكتب حول مجالات تركيزه. وهو أيضًا مراجع في مجلات الطب الإشعاعي والجراحي، وهو أيضًا عضو في هيئة تحرير العديد من المجلات. وهو عضو في جمعيات اختصاصي الأشعة، وفي بعض الحالات عضو قيادي (ما يسمى ب حالة زميل) على سبيل المثال ب. الجمعية الأوروبية للقلب والأوعية الدموية (CIRSE) والجمعية الأوروبية لأشعة الجهاز الهضمي والبطن (ESGAR) وتعمل كمتحدث ومشرف ومنظم لموضوعات البطن في المؤتمرات المتخصصة.
يحمل البروفسور أيضًا براءة اختراع للتصوير بالرنين المغناطيسي داخل الأجسام العضوية.

## وصلات خارجية
- مقابلة دليل الصحة NDR حول التطعيم ضد سرطان البنكرياس
- مقابلة (بودكاست) مع مجلة "التقدم بالأشعة السينية" (RöFo) حول موضوع إرشادات S3 حول سرطان المعدة: الابتكارات في التشخيص
- مقابلة مع مجلة Healthcare in Europe حول تطوير المبادئ التوجيهية ودور الأشعة
- قائمة منشورات لارس غريناشر من خادم العلوم Pubmed.gov
- أعضاء مجلس إدارة مجموعة عمل أشعة البطن التابعة للجمعية الألمانية للأشعة (DRG)
- كونراديا راديولوجي ميونيخ في الصحافة